# Belgische gemeenteraadsverkiezingen 1958
De Belgische gemeenteraadsverkiezingen van 1958 vonden plaats op zondag 12 oktober 1958. Deze vonden enkele maanden na de wetgevende en provincieraadsverkiezingen plaats. De vorige gemeenteraadsverkiezingen vonden plaats op zondag 12 oktober 1952 en de volgende op zondag 11 oktober 1964.
De gemeenteraden van alle 2.663 Belgische gemeenten werden verkozen voor een periode van zes jaar.

## Politieke context
De Christelijke Volkspartij (CVP) bevestigde de overwinning die ze bij de parlementsverkiezingen van 1 juni 1958 behaalde en de homogene CVP-regering-G. Eyskens II opleverde. De Liberale Partij (LP) verloor bij deze gemeenteraadsverkiezingen. De Belgische Socialistische Partij (BSP) ging over het algemeen licht achteruit, maar compenseerde dit door winst in voorsteden van Brussel.

## Gegevens
- Aantal gemeenten: 2.663
- Te verkiezen gemeenteraadsleden: 23.647
- Kandidaten: 55.022

In het kader van de havenuitbreiding werden bij wet van 22 maart 1958 de gemeenten Lillo, Berendrecht en Zandvliet bij de gemeente Antwerpen gevoegd. Er waren dus drie gemeenten minder dan bij de vorige verkiezingen in 1952.

## Zonder stemming
In een aantal gemeenten waren er evenveel (of zelfs minder) kandidaten als het aantal te verkiezen gemeenteraadsleden, waardoor de kandidaten automatisch verkozen zijn.
- Dit is het geval in 345 gemeenten (12,96% van alle gemeenten)
- In totaal 2.558 gemeenteraadsleden (10,82% van alle raadsleden)
- In totaal 170.848 kiesgerechtigden die niet moesten stemmen (2,92% van alle kiesgerechtigden)

## Uitslagen
In Antwerpen werd burgemeester Lode Craeybeckx (BSP) herverkozen.
In Gent werden 39 gemeenteraadsleden verkozen: 20 CVP, 14 BSP en 5 LP. Het zittend paars college werd vervangen door een college van CVP (die een absolute meerderheid haalt) met liberalen. CVP-lijsttrekker Emile Claeys werd burgemeester, net als in de voorgaande legislatuur (1946-1952).
In Brussel werden 39 gemeenteraadsleden verkozen: 14 PSC-CVP, 12 PSB-BSP en 13 PL-LP. Burgemeester Lucien Cooremans (PL-LP), die op dat moment Expo 58 voorzat, bleef in functie.
In Luik werden 39 gemeenteraadsleden verkozen: 17 socialisten, 14 katholieken, 7 liberalen en 1 communist. Liberaal Auguste Buisseret wordt burgemeester.